# Verflucht!
Verflucht! ist ein kooperatives Kartenspiel von Steffen Benndorf, das 2018 bei Amigo erschienen ist. Das Spiel kann allein sowie mit bis zu fünf Spielern gespielt werden. Die Mitspieler versuchen gemeinsam, anhand der Werte ihrer verfügbaren Gegenstände aus einem Kartenpool auftauchende Kreaturen zu besiegen.

## Spielweise
Das Spiel wird als kooperatives Kartenspiel von einem bis fünf Spielern gespielt. Die Spieler müssen Karten aus einem Kartenpool ziehen und finden dabei entweder Kreaturen oder Gegenstände, mit denen sie diese bekämpfen können. Thematisch werden die Spieler in ein viktorianisches Herrenhaus eingeladen, das über einem Friedhof errichtet wurde, und müssen eine Nacht überstehen. Das Spielmaterial besteht neben der Spielanleitung aus zwei Kartensätzen mit jeweils 40 Karten und dem entsprechenden Werten 1 bis 40, wobei ein Satz aus den Gegenständen mit grünen Ziffern besteht und ein Satz die Kreaturenkarten mit roten Ziffern enthält. Hinzu kommen 5 Siegelkarten mit grüner und roter Seite.

### Spielablauf
Zur Spielvorbereitung werden die Siegelkarten mit der grünen Seite nach oben in einer Reihe ausgelegt, wobei abhängig von der Anzahl der Spieler und dem gewünschten Schwierigkeitsgrad drei bis fünf Siegel zur Verfügung stehen. Danach werden alle Kreaturen- und Gegenstandskarten gemischt und als wilder Haufen in der Tischmitte verteilt.
Die Spieler spielen gemeinsam und müssen das Spiel entsprechend gemeinsam besiegen, sie dürfen sich also abstimmen, dürfen jedoch niemals die Werte ihrer Gegenstände verraten. Beginnend mit einem Startspieler ziehen alle Spieler reihum immer eine Karte aus dem Pool in der Tischmitte. Handelt es sich bei der gezogenen Karte um einen Gegenstand, darf der Spieler diesen auf die Hand nehmen, handelt es sich um eine Kreatur, wird sie offen in eine Auslage neben den Siegeln ausgelegt. Danach darf der Spieler Gegenstände von seiner Hand gegen ausliegende Kreaturen ausspielen, um diese zu vertreiben.
Um eine Kreatur zu vertreiben, muss der aktive Spieler einen oder mehrere der Karten aus seiner Hand spielen, die zusammen mindestens den gleichen Kartewert aufweisen wie die ausliegende Kreatur. Dabei muss grundsätzlich jede Kreatur einzeln vertrieben werden. Eine vertriebene Kreatur wird gemeinsam mit den genutzten Gegenständen auf den Ablagestapel gelegt. Wird die sechste Kreatur in die Auslage gelegt oder bilden zwei oder mehr Kreaturen der Auslage eine Gruppe aufeinanderfolgender Werte, kommt es zu einem spontanen Angriff:
- wenn die sechste Kreatur in die Auslage gelegt, geht die Kreatur mit dem höchsten Wert zum Angriff über und muss vom aktiven Spieler mit dessen Gegenständen von der Hand vertrieben werden.
- wird eine Kreatur aufgedeckt, die gemeinsam mit einer oder mehrerer Kreaturen der Auslage eine Gruppe aufeinanderfolgender Werte bildet, greift die gesamte Gruppe die Spieler an. Diese müssen nun gemeinsam die gesamte Kreaturengruppe vertreiben, dabei muss jede Kreatur von einem einzelnen Spieler vertrieben werden und die Spieler dürfen ihre Karten nicht zusammenlegen, um eine einzelne Kreatur zu vertreiben.

Gelingt es den Spielern nicht, alle angreifenden Kreaturen zu vertreiben, müssen sie ein Siegel benutzen. In dem Fall wird das Siegel von der grünen zur roten Seite umgedreht, die damit abgewehrten Kreaturen werden zurück in den Kartenpool gemischt.
Das Spiel endet, wenn alle Siegel genutzt wurden und ein weiterer Angriff nicht abgewehrt werden kann. In diesem Fall verlieren die Spieler gemeinsam das Spiel. Wenn alle verdeckten Karten aufgedeckt wurden und alle Angriffe erfolgreich abgewehrt wurden, haben die Spieler das Spiel gewonnen und die Nacht überstanden. Jeder Spieler darf in dem Fall noch einmal Gegenstände aus seiner Hand einsetzen, um verbliebene Kreaturen zu vertreiben. Zusätzlich dürfen die Spieler für jedes noch nicht genutzte Siegel eine Kreatur entfernen, beginnend mit den Kreaturen mit dem niedrigsten Wert. Die Werte aller  restlichen verbliebenen Kreaturen werden addiert und ergeben das Ergebnis des Spiels. Umso niedriger das Ergebnis ist, desto besser haben die Spieler gespielt.

## Ausgaben und Rezeption
Das Kartenspiel Verflucht! wurde von Steffen Benndorf entwickelt und im Januar 2018 als Neuerscheinung zur Nürnberger Spielwarenmesse beim Spieleverlag Amigo veröffentlicht. Die Karten- und Spielgestaltung stammt von dem Illustrator Jan Bintakies.

## Belege
1. 1 2 3 4 5 6  Offizielle Spielregeln für Verflucht!, 2018
2. ↑  Versionen von Verflucht! in der Datenbank BoardGameGeek; abgerufen am 19. April 2018.